# A Mediterranean Odyssey
Albums de Loreena McKennitt
A Mummers' Dance through Ireland...
(2009) The Wind That Shakes the Barley (album)
(2010)
A Mediterranean Odyssey est un coffret de deux disques de Loreena McKennitt proposant de grands succès enregistrés en concert pour la toute première fois de même que de nombreux titres extraits de ses albums studio pour commémorer la Tournée méditerranéenne 2009.

## Liste des titres
| 1.  | The Gates Of Istanbul      |  |
| 2.  | The Dark Night Of The Soul |  |
| 3.  | Marco Polo                 |  |
| 4.  | Penelope’s Song            |  |
| 5.  | Sacred Shabbat             |  |
| 6.  | Caravanserai               |  |
| 7.  | Santiago                   |  |
| 8.  | Beneath A Phrygian Sky     |  |
| 9.  | Tango To Evora             |  |
| 10. | Full Circle                |  |

| 1.  | The Mystic’s Dream         |  |
| 2.  | Tango To Evora             |  |
| 3.  | The Gates Of Istanbul      |  |
| 4.  | Penelope’s Song            |  |
| 5.  | Marco Polo                 |  |
| 6.  | Marrakesh Night Market     |  |
| 7.  | Santiago                   |  |
| 8.  | Caravanserai               |  |
| 9.  | The Dark Night Of The Soul |  |
| 10. | Sacred Shabbat             |  |
| 11. | The Mummers’ Dance         |  |